# Responsabilidade socioambiental
Responsabilidade socioambiental é a responsabilidade que uma empresa, ou organização tem com a sociedade e com o meio ambiente além das obrigações legais e econômicas.

## Conceito
Apesar de ser um termo bastante utilizado, é comum observarmos erros na conceituação de  responsabilidade socioambiental, ou seja, se uma empresa apenas segue as normas e leis de seu setor no que tange ao meio ambiente e a sociedade, esta ação não pode ser considerada responsabilidade socioambiental, neste caso ela estaria apenas exercendo seu papel de pessoa jurídica cumprindo as leis que lhe são impostas.
O movimento em prol da responsabilidade socioambiental ganhou forte impulso e organização no início da década de 1990, em decorrência dos resultados da Primeira e Segunda Conferências Mundiais da Indústria sobre gerenciamento ambiental, ocorridas em 1984 e 1991.

## Parâmetros
Nos anos subsequentes às conferências, surgiram movimentos cobrando por mudanças sociais, científicas e tecnológicas. Muitas empresas iniciaram uma nova postura em relação ao meio ambiente refletidas em importantes decisões e estratégias práticas, segundo o autor Melo Neto (2001) tal postura fundamentou-se nos seguintes parâmetros:
- Bom relacionamento com a comunidade;
- Bom relacionamento com os organismos ambientais;
- Estabelecimento de uma política ambiental;
- Eficiente sistema de gestão ambiental;
- Garantia de segurança dos empregados e das comunidades vizinhas;
- Uso de tecnologia limpa;
- Elevados investimentos em proteção ambiental;
- Definição de um compromisso ambiental;
- Associação das ações ambientais com os princípios estabelecidos na carta para o desenvolvimento sustentável;
- A questão ambiental como valor do negócio;
- Atuação ambiental com base na agenda 21 local;
- Contribuição para o desenvolvimento sustentável dos municípios circunvizinhos.

## Adesão
Atualmente, muitas empresas enxergam a responsabilidade socioambiental como um grande negócio, são duas vertentes que se destacam neste meio:
- Primeiramente, as empresas que investem em responsabilidade socioambiental com intuito de motivar seus colaboradores e principalmente ao nicho de mercado que preferem pagar mais por um produto que não viola o meio ambiente e investe em ações sociais;
- A segunda vertente corresponde a empresas que investem em responsabilidade socioambiental com o objetivo de ter materiais para poderem investir em marketing e passar a imagem que a empresa é responsável socioambientalmente. Esta atitude não é considerada ética por muito autores que condenam empresas que tentam passar a imagem de serem éticas, porém na realidade estão preocupadas apenas com sua imagem perante aos consumidores.

## História
Em 1998, o Conselho Empresarial Mundial para o Desenvolvimento Sustentável (World Business Council for Sustainable Development - WBCSD), primeiro organismo internacional puramente empresarial com ações voltadas à sustentabilidade, definiu Responsabilidade socioambiental como "o compromisso permanente dos empresários de adotar um comportamento ético e contribuir para o desenvolvimento econômico, melhorando, simultaneamente, a qualidade de vida de seus empregados e de suas famílias, da comunidade local e da sociedade como um todo". Pode ser entendida também como um sistema de gestão adotado por empresas públicas e privadas que tem por objetivo providenciar a inclusão social (Responsabilidade Social) e o cuidado ou conservação ambiental (responsabilidade ambiental).
É adotado por empresas e escolas. As principais ações realizadas são: inclusão social, inclusão digital, coleta seletiva de lixo, educação ambiental, dentre outras.
Este tipo de prática ou política tem sido adotado desde a década de 1990, entretanto a luta pela sociedade e principalmente pela natureza é mais antiga, por volta da década de 1920.
O ápice da luta ambiental se deu por volta dos anos 70 quando organizações não governamentais ganharam força e influência no mundo.
Com a internacionalização do capital (globalização), o uso dos recursos naturais pelas empresas de maneira intensa e quase predatória, ou seja, sem a devida preocupação com os possíveis danos, foi fortemente combatida desde a década de 1970 pelos movimentos ambientalistas. As empresas, no intuito de ganhar a confiança do novo público mundial (preocupado com a preservação e o possível esgotamento dos recursos naturais), procuraram se adaptar a essa nova tendência com programas de preservação ambiental - utilização consciente dos recursos naturais. Muitas buscam seguir as regras de qualidade idealizadas pelo programa ISO 14000 e pelo Instituto Ethos.
A partir da Revolução Industrial ocorrida na Europa no século XIX, a utilização de materiais, dos recursos naturais e a emissão de gases poluentes foram desenfreados. Em contrapartida, no inicio do séc. XX alguns estudiosos e observadores já se preocupavam com a velocidade da destruição dos recursos naturais e com a quantidade de lixo que a humanidade estava produzindo. O movimento ambientalista começou a engatinhar na década de 1920. Passados os anos, este movimento ganhou destaque na década de 1970 e tornou-se obrigatório na vida de cada cidadão no momento atual. Conceitos como Gestão Ambiental, Desenvolvimento Regional Sustentável, Biodiversidade, Ecossistema, Responsabilidade Socioambiental ganharam força e a devida importância.
Responsabilidade socioambiental (RSA) é um conceito empregado por empresas e companhias que expressa o quão responsáveis são as mesmas para com as questões sociais e ambientais que envolvem a produção de sua mercadoria ou a realização de serviços, para com a sociedade e o meio ambiente, buscando reduzir ou evitar possíveis riscos e danos sem redução nos lucros.
A responsabilidade socioambiental corresponde a um compromisso das empresas em atender à crescente conscientização da sociedade, principalmente nos mercados mais maduros. Diz respeito à necessidade de revisar os modos de produção e padrões de consumo vigentes de tal forma que o sucesso empresarial não seja alcançado a qualquer preço, mas ponderando-se os impactos sociais e ambientais consequentes da atuação administrativa da empresa.
São exemplos de programas e projetos de Responsabilidade Socioambiental: inclusão social, inclusão digital, programas de alfabetização, ou seja, assistencialismo social, coleta de lixo, reciclagem, programas de coleta de esgotos e dejetos, e questões que envolvem: lixo industrial, reflorestamento X desmatamento, utilização de agrotóxicos, poluição, entre outros.
Em 1987, o documento Our Common Future (Nosso Futuro Comum), também conhecido como Relatório Brundtland, apresentou um novo conceito sobre desenvolvimento definindo-o como o processo que “satisfaz as necessidades presentes, sem comprometer a capacidade das gerações futuras de suprir suas próprias necessidades”. Assim fica conhecido o conceito de desenvolvimento sustentável.
Linha do Tempo - Crescimento do Conceito de Responsabilidade Social e Responsabilidade Ambiental
- 1929- Constituição de Weimar (Alemanha) – Função Social da Propriedade;
- 1960- Movimentos pela Responsabilidade Social (EUA);
- 1971- Encontro de Founex (Suíça)
- 1972- Singer publica o que foi reconhecido como o primeiro balanço social do mundo;
- 1972- ONU – resolução 1721 do Conselho Econômico e Social – estudos sobre o papel das grandes empresas nas relações internacionais;
- 1973- PNUMA Programa das Nações Unidas para o Meio Ambiente (Genebra)
- 1977- determinação da publicação do balanço social - relações do trabalho (França);
- 1992- ECO 92 ou CNUMAD (Conferencia das Nações Unidas para o Meio Ambiente e o Desenvolvimento) – Criação do Projeto Agenda 21;
- 1997- Betinho de Souza e IBASE incentivam publicação do balanço social;
- 1999- Criação do Selo “Empresa Cidadã”;
- 1999- 1ª Conferência Internacional do Instituto Ethos;
- 2000- ONU e o Pacto Global;[1]

Sustentabilidade começa a ser vista como algo presente no dia a dia da empresa, pois além das atividades produtivas, envolve o tratamento dado ao meio ambiente e sua influência e relacionamento com fornecedores, público interno e externo e com a sociedade, práticas de governança corporativa, transparência no relacionamento interno e externo, postura obrigatória para as empresas de âmbito mundial, cuja imagem deve agregar o mais baixo risco ético possível.
Não é correto confundir responsabilidade socioambiental com filantropia, pois esta se realiza de forma aleatória e não sistematizada ao contrario da RSA ou do DRS que busca contribuir de forma assertiva em seus projetos.